# College Soccer
College Soccer (auch: Collegesoccer) ist die US-amerikanische Bezeichnung für die organisierte Form des Fußballspiels im Rahmen des Hochschulsports, wie sie an nordamerikanischen Hochschulen (Colleges bzw. Universitäten) gespielt wird. Im Gegensatz zum europäischen Fußball gibt es dort kein organisiertes Ligensystem mit Vereinen und Verbänden im Amateursport, das als Unterbau des professionellen Fußballs dient, daher kommt dem College Soccer eine zentrale Rolle im Ausbildungssystem des Profisports in Nordamerika zu (ähnlich ist die Situation auch beispielsweise im Basketball oder American Football). In den USA ist der Collegesport landesweit über die National Collegiate Athletic Association (NCAA) organisiert, wobei die NCAA Division I die höchste Stufe der Sportprogramme darstellt. Fußball ist laut der Statistiken der NCAA dabei eine der populärsten Mannschaftssportarten: nach Zahl der gemeldeten Teilnehmer und Teilnehmerinnen belegt es den dritten Platz (hinter Football und Baseball) bei den Männern und bei den Frauen sogar den ersten Platz. Nach Abschluss ihrer Collegezeit werden die besten Spieler im MLS SuperDraft von den Profiklubs der Major League Soccer ausgewählt (siehe auch Entry Draft). Im Frauenfußball hält die National Women’s Soccer League eine ähnliche Veranstaltung ab, um den talentiertesten Spielerinnen den Eintritt in den Profisport zu ermöglichen.
Studierende im Collegesport sind grundsätzlich keine Profisportler beziehungsweise -sportlerinnen. Allerdings bietet das nordamerikanische System die Möglichkeit, talentierte Sportler und Sportlerinnen über Stipendien an die Universitäten zu holen, wo ihnen dann die teilweise sehr hohen Studiengebühren erlassen werden. Oft werden im Rahmen dieser Stipendien auch Unterkunft und Verpflegung von den Universitäten übernommen. Mit der Weiterentwicklung und Professionalisierung des Fußballs in Nordamerika ist College Soccer auch für talentierte Fußballer und Fußballerinnen aus Europa interessant geworden. Dort gelingt es, neben dem Sport auf hohem Niveau eine gute Ausbildung abzuschließen, was so in Europa oft deutlich schwerer ist. Bekannte deutsche Fußballprofis, die den Weg über den nordamerikanischen Collegefußball genommen haben, sind beispielsweise Julian Gressel oder Laura Freigang.
College Soccer wird hauptsächlich in den USA und Kanada gespielt, ist aber auch in Südkorea, Japan und Südafrika ein wichtiger Bestandteil des Fußballs.